# Pugni chiusi/La follia
Pugni chiusi/La follia è il 19° singolo de I Ribelli, pubblicato in Italia nel 1967; il primo brano è scritto da Luciano Beretta con musica di Ricky Gianco e Gianni Dall'Aglio, il batterista del complesso.

## Tracce
Lato A
1. Pugni chiusi (Gianni Dall'Aglio, Luciano Beretta, Ricky Gianco)

Lato B
1. La follia (testo: Mogol, Vito Pallavicini – musica: George Young, Harry Vanda) – Cover di "Friday on My Mind"

## Il disco
Si tratta del primo disco singolo pubblicato da I Ribelli con la nuova casa discografica, la Dischi Ricordi.
Forte dell'interpretazione del suo autore, il brano fu portato ulteriormente al successo - e registrato dalla critica come uno dei migliori di quell'anno - al Cantagiro 1967. Raggiunse in settembre il quindicesimo posto nella classifica dei dischi più venduti.
Un estratto della loro esibizione è contenuto nel film La più bella coppia del mondo di Camillo Mastrocinque.

## I brani
La linea melodica del primo brano è impostata su un riff fra la ballata e il blues.
Il testo è tipico di una canzone d'amore: l'interprete canta l'amore perduto, nel buio della notte è impietrito nel suo dolore, stringendo a forza i pugni per lo sconforto; soltanto il ritorno della persona amata potrà restituirgli la pace perduta togliendolo dalle pene d'amore (la mia salvezza sei tu / sei l'acqua limpida per me / il sole tipiedo sei tu / amore / torna, ritorna qui da me).
Negli anni seguenti la sua pubblicazione, Pugni chiusi è stata incisa o eseguita in concerto - anche come omaggio alla voce di Demetrio Stratos - da diversi altri cantanti e gruppi, fra cui I Corvi, Iva Zanicchi, Piero Pelù, i Timoria, i Pooh, Francesco Renga e Gianna Nannini.
Il singolo presentava sul lato B il brano La follia, cover della canzone del 1966 Friday on My Mind, del gruppo australiano The Easybeats.

## Controversie
Le similarità con altri brani
Uno dei rilievi mossi alla canzone fu quello d'essere una "cover non-dichiarata" di un altro brano di successo del 1966, When a Man Loves a Woman, del cantante statunitense Percy Sledge. Nello sviluppo del brano l'architettura musicale si discosterebbe dal brano di Sledge, pur mantenendosi molto vicina come impianto espressivo. Dall'Aglio (che ha sempre sostenuto di avere composto interamente la parte musicale, senza Ricky Gianco) ha affermato di essersi invece ispirato alla versione di Ray Charles del brano Georgia on My Mind, del 1960.